# Férfi kajak négyes 1000 méter a 2016. évi nyári olimpiai játékokon
A 2016. évi nyári olimpiai játékokon a kajak-kenu férfi kajak négyes 1000 méteres versenyszámát augusztus 19. és 20. között rendezik a copacabanai Lagoa Rodrigo de Freitasban. A magyar induló Hufnágel Tibor, Ceiner Benjámin, Kugler Attila és Somorácz Tamás négyese.

## Versenynaptár
Az időpontok helyi idő szerint, zárójelben magyar idő szerint olvashatóak.
| Dátum                        | Időpont       | Forduló  |
| ---------------------------- | ------------- | -------- |
| 2016. augusztus 19, péntek   | 9:51 (14:51)  | Előfutam |
| 2016. augusztus 19, péntek   | 10:51 (15:51) | Elődöntő |
| 2016. augusztus 20., szombat | 10:12 (15:12) | Döntő    |

## Eredmények

### Előfutamok
Az első helyezettek a döntőbe kerültek, a többiek az elődöntőben folytatták.
| Helyezés | Nemzet                                                                                            | Idő      | Mj       |
| 1. futam | 1. futam                                                                                          | 1. futam | 1. futam |
| -------- | ------------------------------------------------------------------------------------------------- | -------- | -------- |
| 1.       | Németország (GER) · Max Rendschmidt · Tom Liebscher · Max Hoff · Marcus Gross                     | 2:52,836 | Q        |
| 2.       | Szlovákia (SVK) · Denis Myšák · Vlček Erik · Tarr György · Linka Tibor                            | 2:55,628 |          |
| 3.       | Ausztrália (AUS) · Ken Wallace · Riley Fitzsimmons · Jacob Clear · Jordan Wood                    | 2:55,666 |          |
| 4.       | Portugália (POR) · Fernando Pimenta · Emanuel Silva · João Ribeiro · David Fernandes              | 3:01,498 |          |
| 5.       | Franciaország (FRA) · Arnaud Hybois · Étienne Hubert · Sébastien Jouve · Cyrille Carré            | 3:02,376 |          |
| 6.       | Brazília (BRA) · Roberto Maehler · Vagner Souta · Celso Oliveira · Gilvan Ribeiro                 | 3:04,804 |          |
| 7.       | Kazahsztán (KAZ) · Ilja Golendov · Andrej Jergucsjov · Sergij Tokarnickij · Alekszandr Jemeljanov | 3:04,883 |          |
| 2. futam |                                                                                                   |          |          |
| 1.       | Csehország (CZE) · Daniel Havel · Lukáš Trefil · Josef Dostál · Jan Štěrba                        | 2:52,027 | Q        |
| 2.       | Argentína (ARG) · Daniel Dal Bo · Juan Ignacio Cáceres · Pablo de Torres · Gonzalo Carreras       | 2:55,103 |          |
| 3.       | Spanyolország (ESP) · Javier Hernanz · Rodrigo Germade · Óscar Carrera · Iñigo Peña               | 2:55,514 |          |
| 4.       | Oroszország (RUS) · Kirill Ljapunov · Vaszilij Pogreban · Roman Anoskin · Oleg Zsesztkov          | 2:56,662 |          |
| 5.       | Magyarország (HUN) · Hufnágel Tibor · Ceiner Benjámin · Kugler Attila · Somorácz Tamás            | 3:00,369 |          |
| 6.       | Szerbia (SRB) · Marko Tomićević · Milenko Zorić · Dejan Pajić · Vladimir Torubarov                | 3:05,272 |          |
| 7.       | Olaszország (ITA) · Nicola Ripamonti · Giulio Dressino · Alberto Ricchetti · Mauro Crenna         | 3:10,266 |          |

### Elődöntők
| Helyezés | Nemzet                                                                                            | Idő      | Mj       |
| 1. futam | 1. futam                                                                                          | 1. futam | 1. futam |
| -------- | ------------------------------------------------------------------------------------------------- | -------- | -------- |
|          | Ausztrália (AUS) · Ken Wallace · Riley Fitzsimmons · Jacob Clear · Jordan Wood                    | 2:58,222 | Q        |
| 2.       | Portugália (POR) · Fernando Pimenta · Emanuel Silva · João Ribeiro · David Fernandes              | 2:58,233 | Q        |
| 3.       | Szerbia (SRB) · Marko Tomićević · Milenko Zorić · Dejan Pajić · Vladimir Torubarov                | 2:59,636 | Q        |
| 4.       | Kazahsztán (KAZ) · Ilja Golendov · Andrej Jergucsjov · Sergij Tokarnickij · Alekszandr Jemeljanov | 3:00,592 |          |
| 5.       | Magyarország (HUN) · Hufnágel Tibor · Ceiner Benjámin · Kugler Attila · Somorácz Tamás            | 3:00,645 |          |
| 6.       | Argentína (ARG) · Daniel Dal Bo · Juan Ignacio Cáceres · Pablo de Torres · Gonzalo Carreras       | 3:00,952 |          |
| 2. futam |                                                                                                   |          |          |
|          | Szlovákia (SVK) · Denis Myšák · Vlček Erik · Tarr György · Linka Tibor                            | 2:59,362 | Q        |
|          | Spanyolország (ESP) · Javier Hernanz · Rodrigo Germade · Óscar Carrera · Iñigo Peña               | 3:00,237 | Q        |
|          | Franciaország (FRA) · Arnaud Hybois · Étienne Hubert · Sébastien Jouve · Cyrille Carré            | 3:00,896 | Q        |
| 4.       | Oroszország (RUS) · Kirill Ljapunov · Vaszilij Pogreban · Roman Anoskin · Oleg Zsesztkov          | 3:01,065 |          |
| 5.       | Olaszország (ITA) · Nicola Ripamonti · Giulio Dressino · Alberto Ricchetti · Mauro Crenna         | 3:03,868 |          |
| 6.       | Brazília (BRA) · Roberto Maehler · Vagner Souta · Celso Oliveira · Gilvan Ribeiro                 | 3:09,220 |          |

### Döntők

#### B-döntő
| Helyezés | Ország                                                                                            | Idő      |
| -------- | ------------------------------------------------------------------------------------------------- | -------- |
| 1.       | Oroszország (RUS) · Kirill Ljapunov · Vaszilij Pogreban · Roman Anoskin · Oleg Zsesztkov          | 3:06,825 |
| 2.       | Kazahsztán (KAZ) · Ilja Golendov · Andrej Jergucsjov · Sergij Tokarnickij · Alekszandr Jemeljanov | 3:08,715 |
| 3.       | Magyarország (HUN) · Hufnágel Tibor · Ceiner Benjámin · Kugler Attila · Somorácz Tamás            | 3:10,388 |
| 4.       | Argentína (ARG) · Daniel Dal Bo · Juan Ignacio Cáceres · Pablo de Torres · Gonzalo Carreras       | 3:12,621 |
| 5.       | Brazília (BRA) · Roberto Maehler · Vagner Souta · Celso Oliveira · Gilvan Ribeiro                 | 3:13,337 |
| 6.       | Olaszország (ITA) · Nicola Ripamonti · Giulio Dressino · Alberto Ricchetti · Mauro Crenna         | 3:14,399 |

#### A-döntő
| Helyezés | Nemzet                                                                                 | Idő      |
| -------- | -------------------------------------------------------------------------------------- | -------- |
| Arany    | Németország (GER) · Max Rendschmidt · Tom Liebscher · Max Hoff · Marcus Gross          | 3:02,143 |
| Ezüst    | Szlovákia (SVK) · Denis Myšák · Vlček Erik · Tarr György · Linka Tibor                 | 3:05,044 |
| Bronz    | Csehország (CZE) · Daniel Havel · Lukáš Trefil · Josef Dostál · Jan Štěrba             | 3:05,176 |
| 4.       | Ausztrália (AUS) · Ken Wallace · Riley Fitzsimmons · Jacob Clear · Jordan Wood         | 3:06,731 |
| 5.       | Spanyolország (ESP) · Javier Hernanz · Rodrigo Germade · Óscar Carrera · Iñigo Peña    | 3:06,768 |
| 6.       | Portugália (POR) · Fernando Pimenta · Emanuel Silva · João Ribeiro · David Fernandes   | 3:07,482 |
| 7.       | Franciaország (FRA) · Arnaud Hybois · Étienne Hubert · Sébastien Jouve · Cyrille Carré | 3:07,488 |
| 8.       | Szerbia (SRB) · Marko Tomićević · Milenko Zorić · Dejan Pajić · Vladimir Torubarov     | 3:10,241 |